# Klarälvdalens kooperativa handelsförening
Klarälvdalens kooperativa handelsförening var en konsumentförening i Klarälvsdalsområdet med verksamhet i nuvarande Hagfors kommun och Torsby kommun. Huvudkontoret låg i Edebäck.

## Historik
Klarälvsdalens kooperativa handelsförening bildades 1927 genom sammanslagning av Dalby kooperativa handelsförening (Likenäs, bildad 1911), Ekshärads hushållsförening (1925), Höljes kooperativa handelsförening (1916), Stranna kooperativa handelsförening (1919) och Tallåsens kooperativa handelsförening (1919). År 1927 hade föreningen 10 försäljningsställen och 780 medlemmar. Inför sammanslagningen hade driften av butikerna i Klarälvsdalsområdet tagits över av Svenska hushållsföreningen och föreningen stod under dess administration.
År 1952 hade föreningen 34 butiker.
År 1961 gick man ihop med Hagfors kooperativa handelsförening som bytte namn till Klarälvdalens konsumtionsförening. År 1966 uppgick denna förening i Konsumtionsföreningen Karlstad med omnejd. Ur Karlstadsföreningen bildades senare Konsum Värmland.
De flesta av Klarälvdalsföreningens tidigare butiker har avvecklats. Konsum i Likenäs lades ner 2007. År 2024 hade Coop Värmland alltjämt butiker i Stöllet och Ekshärad.